# 庫爾韋峰
46°36′12.6″N 9°29′49.4″E / 46.603500°N 9.497056°E

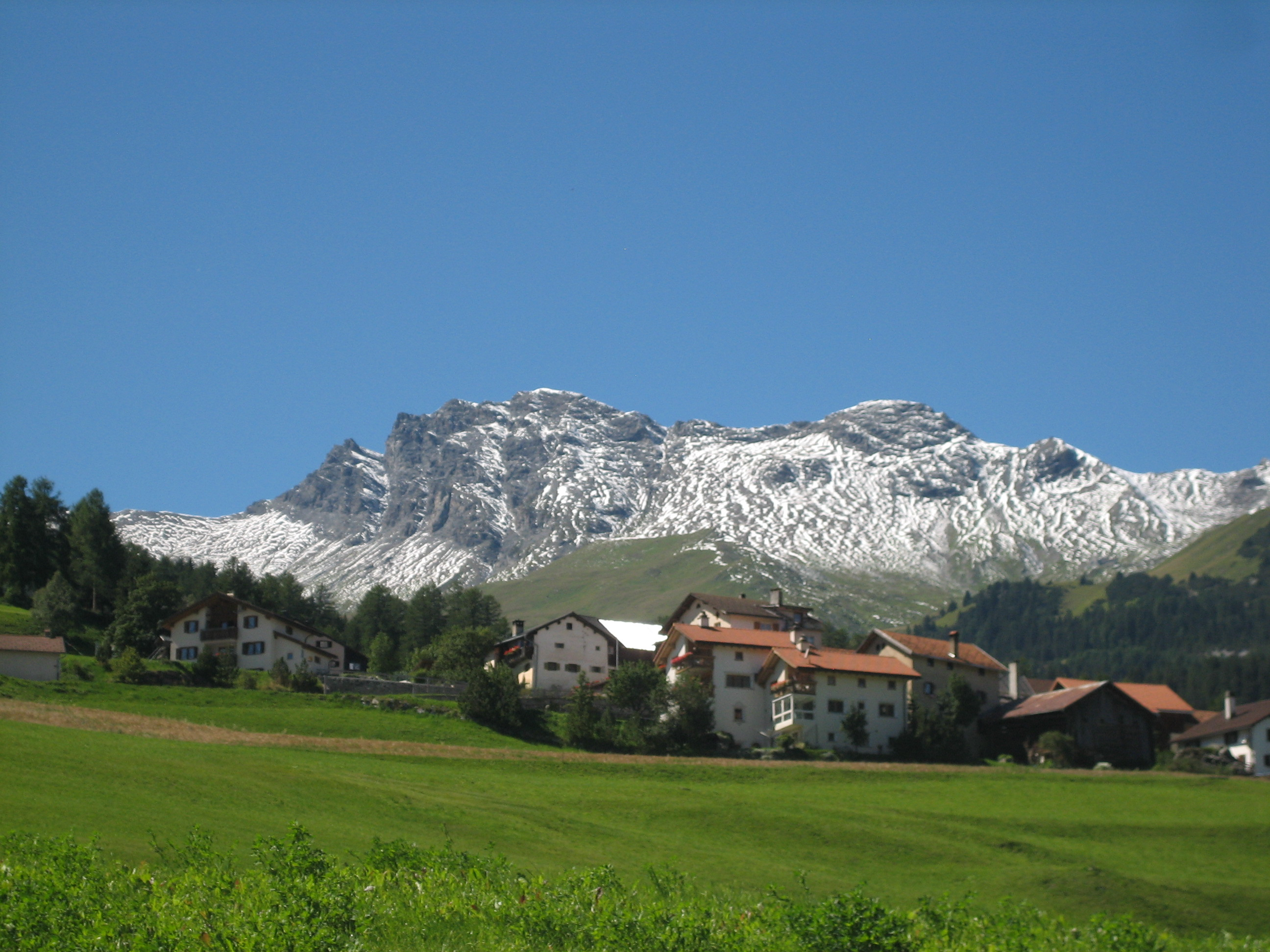

庫爾韋峰（Piz Curvèr），是瑞士的山峰，位於該國東南部，由格勞賓登州負責管轄，屬於上哈爾布施泰因阿爾卑斯山脈的一部分，海拔高度2,972米，每年平均降雨量1,729毫米。